# معركة بيليف
وقعت أحداث معركة بيليف في عام 1437 بالقرب من بيليف بين قوات دوقية موسكو الكبرى بقيادة ديمتري شمياكا والتتار بقيادة أولوغ محمد. كانت نتيجة المعركة الهزيمة الكاملة للجيش الروسي.

## خلفية
بحلول عام 1437، خسر الخان أولوغ محمد الصراع على السلطة في القبيلة الذهبية. أُجبر على الفرار وذهب مع جيشه الصغير بالقرب من بلدة بيليف، التي تقع في الروافد العليا لنهر أوكا. في البداية، تلقى دوق موسكو الكبير فاسيلي الثاني -الذي كان مدينًا لأولوغ محمد لعرش الدوقية الكبرى، قد استقبل الخان الهارب جيدًا وسمح له بالإقامة بالقرب من بيليف. هناك دليل على أن فاسيلي الثاني وأولوغ محمد أبرما نوعًا من المعاهدة، متعهدين بعدم ارتكاب أعمال عدائية ضد بعضهما البعض. ومع ذلك، بعد تعزيز موقع أولوغ محمد، بدأ في شن الغارات: "لقد دمر الأراضي الأجنبية، مثل النسر، محلقا بعيدًا عن عشه بحثًا عن الطعام  ". تسبب هذا في قلق الناس في الدوائر الداخلية لإمارة موسكو، فقد مارسوا ضغوطًا على فاسيلي الثاني، ولذا قرر طرد أولوغ محمد من بيليف.  المثير للاهتمام أن نلاحظ أنه في ذلك الوقت كان دوق ليتوانيا الأكبر رسميًا تسيطر علي بيليف، مثل غيرها من إمارات أوكا العليا، لكنهم احتفظوا أيضًا بعلاقاتهم مع موسكو. 

## حملة 1437
أرسل فاسيلي الثاني إلى بيليف جيشًا تحت قيادة أبناء عمومته دميتري شيميكا ودميتري كراسني (كانوا أيضًا منافسيه في النضال من أجل عرش الدوقية الكبرى)، و «العديد من الأمراء الآخرين». تقدر مصادر روسية أن الجيش الذي أرسل إلى بيليف هو عدد كبير جدًا. في الطريق، سرق الجيش السكان المحليين (وفقًا لسرد الدوق الأكبر)، وليس فقط من أجل إطعام أنفسهم، ولكن أيضًا أرسلت الغنائم إلى الوطن.
أثناء قضاء فصل الشتاء بالقرب من بيليف، بنى أولوغ محمد بالقرب من المدينة نوعًا من التحصين (" ostrog ") - كانت الجدران المصنوعة من الخوص مغطاة بالثلج وسقيت. بعد تجميد الماء، تم تشكيل «قلعة ثلجية» قوية. كان التحصين في موقع جيد: من الغرب والجنوب كانت السُبل محمية بوادي عميق، على طوله تدفق نهر بيليفكا، ومن الشرق كان هناك ضفة شديدة الانحدار لنهر أوكا. كان المسار الأسهل فقط من الشمال، وفي أضيق نقطة لم يكن عرض الممر أكثر من 100 متر (300 قدم).  

### المعركة
في 4 ديسمبر، هاجمت القوات الروسية التتار وقادتهم إلى القلعة الجليدية، لكنها هُزمت أثناء محاولتها الاستيلاء عليها في الحال. قُتل الأميران بيوتر كوزمينسكي وسيميون فولينتس، اللذان اقتحموا التحصينات في أعقاب التتار المنسحبين. ووفقًا للمؤرخ الروسي، فإن خسائر التتار كانت ثقيلة أيضًا، حتى أن صهر أولوغ محمد الذي لم يذكر اسمه قتل حتى هناك.
وبدلاً من الاستعداد للهجوم الدقيق، دخل القادة الروس في مفاوضات وفقدوا يقظتهم. في بعض سجلات، يتم تعيين اللوم الرئيسي لغريغوري بروتاسييف، فويفود من متسنسك، الذي زُعم أنه انحاز لأولوغ محمد و«قدم الخيانة». أفاد بروتاسييف أن الدوق الأكبر يرغب في إبرام السلام ولم يأمر «بالقتال مع القيصر».  خلال المفاوضات التي جرت صباح 5 ديسمبر، رفض أولوغ محمد أن يدفع له أي جزية ووعد بعدم مهاجمة الإمارات الروسية، وعرض ابنه كرهينة. في المقابل، طلب أولوغ محمد فقط السماح له بالبقاء بالقرب من بيليف حتى الربيع. ومع ذلك، رفض فويفودس فاسيلي سوباكين وأندريه جولتييف، الذين أجروا المفاوضات، هذا الاقتراح. ثم قاد أولوغ محمد، الذي وجد نفسه في وضع يائس، شخصيا الهجوم على الجيش الروسي. بالاستفادة من «الضباب الكبير» قام التتار بحركة الدوران وهاجموا من الخلف للقوات الروسية غير المستعدة. كان هناك ذعر وهروب كامل، وبالتالي حقق أولوغ محمد انتصارًا كاملًا.  

## ما بعد الكارثة
بعد الهزيمة في بيليف فاسيلي الثاني مع ديمتري شيميكا وديمتري كراسني وقعت معاهدة مع أمير تفير بوريس ألكسندروفيتش، تتوخى، على وجه الخصوص، المساعدة المتبادلة في حالة غزو «القيصر» من الخان أو التتار الآخرين. في المقابل، وعد فاسيلي وأبناء عمومته بعدم قبول مدينة تفير وكاشين من التتار.  
استولى أولوغ محمد بعد الانتصار في بيليف على مدينة قازان المهجورة، وعزز قواته هناك وأسس خانية قازان، وسرعان ما بدأ غارات على روسيا. 